# Hafez al-Asad
Hafez al-Asad (6. listopada 1930. – 10. lipnja 2000.), sirijski državnik, premijer Sirije od 1970. do 1971. i predsjednik Sirije od 1971. do 2000. godine.
Asad je bio na vlasti gotovo tri desetljeća, duže od bilo kojeg režima u Siriji. Njegova je vladavina donijela Ustav iz 1973. godine, koji je jamčio ženama jednak položaj u društvu. Asad također ulaže trud u industrijalizaciju, a otvara Siriju i stranome tržištu. Za njegove vladavine otkrivena je nafta, a dio prihoda se počinje ulagati u infrastrukturu, obrazovanje, zdravstvo, pismenost i urbanu gradnju.

## Životopis

### Rani život i karijera
Asad je rođen u siromašnoj alavitskoj obitelji na sjeveru Sirije u selu Kardaha. Kao tinejdžer je postao član Baasističke stranke koju je karakterizirao panarabizam i socijalizam. Bio je odličan učenik i dobio je mnogo pohvala, a istovremeno je postao vrlo važan u stranci. Pridružuje se Sirijskom bojnom zrakoplovstvu koje je, kada se on pridružio 1950. godine, bilo tek u začeću. Pokazao se kao vrstan pilot.
Još kao časnik zrakoplovstva, postao je članom vodstva baasističke frakcije u vojsci. Postaje ministar obrane nakon državnog udara 1966. godine. Kao ministar obrane izgrađuje snažnu bazu koja će mu pomoći da kasnije postane predsjednik. S ciljem da postane predsjednik počinje raditi na dobivanju podrške većinskih sunita. U studenome 1970. godine imenovan je predsjednikom vlade, a u veljači 1972. godine napušta vojsku. Kao predsjednik vlade sazvao je Sirijski parlament, a s ciljem da pokaže demokratičnost, uklapa više nacionalističkih i socijalističkih stranaka pod jednu krovnu organizaciju, Narodnu naprednu frontu. Fronta ga nominira za jedinog predsjedničkog kandidata, a u ožujku 1971. godine, na referendumu je postao i predsjednik s 99 % glasova.

### Predsjedništvo
Asad priključuje Siriju Federaciji Arapskih Republika u siječnju 1972. godine, zajedno s Egiptom i Libijom. U sklopu te Federacije, ratuje zajedno s Egiptom u Jomkipurskom ratu 1973. godine, za vrijeme kojega je Sirijska vojska znatno osnažena i povećana. No, Egipat biva poražen i sklapa mir s Izraelom, što Asadu, kao arapskom nacionalistu, ne ide pod ruku, te se okreće zemljama u regiji s ciljem da osnaži arapski položaj i postavi Siriju kao vodeću arapsku državu. U početku uspijeva ostvariti dobre veze s Irakom, Jordanom i Palestinskom oslobodilačkom organizacijom, no te veze su se izjalovile nakon što je Irak pretendirao za vodećim položajem i nakon što su Jordan i POO postali bliski Izraelu. Asad je također uključio Siriju u Libanonski građanski rat, gdje je ostvario uspjeh ostavivši visok utjecaj Sirije u toj državi. Nakon Islamske revolucije u Iranu, Asad se počinje zbližavati s Iranom, vidjevši u toj državi velikog prijatelja panarabizma i istodobno osuđujući irački angažman protiv Irana 1980. godine.
Najveći domaći neprijatelj Asada bila je organizacija Muslimansko bratstvo, koja je kritizirala Asadov sekularni Ustav iz 1973. godine. Nakon žestokog prosvjeda Bratstva, Asad pristaje na uvjet da je predsjednik Sirije obvezan biti islamske vjeroispovjesti, no kritizira »primitivno shvaćanje islama«. Godine 1982. Muslimansko bratstvo diže ustanak protiv Asada. Ustanak je na kraju ugušen, a bratstvo je bilo pod snažnom represijom.

### Smrt i pogreb
Asad je umro od srčanog udara u lipnju 2000. godine. Pokopan je u rodnom mjestu.

## Vanjske poveznice
|  | Zajednički poslužitelj ima stranicu o temi Hafez al-Assad |